# Чабар
Ча́бар (хорв. Čabar) — місто в Хорватії, в Приморсько-Ґоранській жупанії в північній частині історичного регіону Горскі-Котар. Місто стоїть на правому березі невеликої річки Чабранкі (притока Купи), за якою проходить кордон зі Словенією. Чабар — один з центрів гірськолижного спорту в Хорватії.

## Транспорт
Через місто проходить автомобільна дорога Делніце — Чабар, що йде потім до Словенії.

## Історія
Місто засноване в 1642 році хорватським баном Петром Зрінським, який побудував тут замок. Він залишається до цього дня головною визначною пам'яткою міста, і сприяв його зростанню та розвитку. У 50-х роках XVII століття тут з'явилися перші кузні, згодом Чабар став одним із центрів ковальства. В кінці XVII століття побудована церква св. Антонія Падуанського.

## Населення
Населення громади за даними перепису 2011 року становило 3 770 осіб. Населення самого міста становило 412 осіб.
Динаміка чисельності населення громади:
Динаміка чисельності населення міста:

## Населені пункти
Крім міста Чабар, до громади також входять: 
- Базли
- Бринєва Драга
- Црні Лази
- Доні Жагарі
- Фажонці
- Фербежари
- Герово
- Геровецький Край
- Горачі
- Горні Жагарі
- Гриб
- Каменський Гриб
- Козій Врх
- Кралєв Врх
- Краньці
- Лаутарі
- Лазі
- Маков Гриб
- Малий Луг
- Мандли
- Окрив'є
- Парг
- Плеще
- Подстене
- Пожарниця
- Презид
- Прхці
- Прхутова Драга
- Пршлети
- Равниці
- Село
- Смреч'є
- Смрекари
- Соколи
- Средня Драга
- Тропети
- Трще
- Воде
- Врховці
- Замост

## Клімат
Середня річна температура становить 7,47°C, середня максимальна – 20,48°C, а середня мінімальна – -6,55°C. Середня річна кількість опадів – 1483 мм.
| Клімат міста                                  | Клімат міста | Клімат міста | Клімат міста | Клімат міста | Клімат міста | Клімат міста | Клімат міста | Клімат міста | Клімат міста | Клімат міста | Клімат міста | Клімат міста | Клімат міста |
| Показник                                      | Січ.         | Лют.         | Бер.         | Квіт.        | Трав.        | Черв.        | Лип.         | Серп.        | Вер.         | Жовт.        | Лист.        | Груд.        |              |
| Середній максимум, °C                         | 4,42         | 4,95         | 7,69         | 11,44        | 16,20        | 20,00        | 20,48        | 20,35        | 16,54        | 12,27        | 7,22         | 3,62         |              |
| Середня температура, °C                       | −1,07        | −0,55        | 2,20         | 5,96         | 10,70        | 14,50        | 16,69        | 16,57        | 12,77        | 8,48         | 3,45         | −0,16        |              |
| Середній мінімум, °C                          | −6,55        | −6,03        | −3,29        | 0,47         | 5,21         | 9,02         | 12,92        | 12,80        | 8,99         | 4,72         | −0,32        | −3,93        |              |
| Норма опадів, мм                              | 89           | 89           | 111          | 127          | 111          | 141          | 107          | 123          | 134          | 160          | 167          | 124          |              |
| Середньомісячна швидкість вітру, м/с          | 2.42         | 2.61         | 2.79         | 2.64         | 2.48         | 2.35         | 2.19         | 2.26         | 2.21         | 2.41         | 2.57         | 2.54         |              |
| Середньомісячна сонячна радіація, кДж/м²·день | 4221         | 7059         | 10206        | 14382        | 18529        | 19774        | 21190        | 17771        | 13194        | 8654         | 4616         | 3548         |              |
| --------------------------------------------- | ------------ | ------------ | ------------ | ------------ | ------------ | ------------ | ------------ | ------------ | ------------ | ------------ | ------------ | ------------ | ------------ |
| Джерело:                                      |              |              |              |              |              |              |              |              |              |              |              |              |              |